# 丰比奥
丰比奥（義大利語：Fombio），是意大利洛迪省的一个市镇。总面积7平方公里，人口2244人，人口密度320.6人/平方公里（2009年）。ISTAT代码为098026。